# Gisèle Wibaut
Gisèle Wibaut (Doornik, 19 augustus 1913 - aldaar, 24 oktober 1978) was een Belgisch politicus.

## Biografie
Wibaut was maatschappelijk assistente en was actief in het verzet tijdens de Tweede Wereldoorlog. In 1958 werd ze verkozen tot gemeenteraadslid van haar geboorteplaats, voor de Parti Social Chrétien. Van 1958 tot 1968 was ze senator voor het arrondissement Doornik-Aat. Ze bleef gemeenteraadslid in Doornik tot 1976. Vanaf 1971 tot 1976 was ze tevens schepen.
Gisèle Wibaut was de dochter van Edmond Wibaut.